# Chrysolina interstincta
Chrysolina interstincta là một loài bọ cánh cứng trong họ Chrysomelidae. Loài này được interstincta Suffrian miêu tả khoa học năm 1851.